# Cooper Koch
Cooper Koch [ˈkɑ:tʃ] (* 16. Juli 1996 in Los Angeles) ist ein US-amerikanischer Schauspieler.

## Familie
Koch stammt aus einer Familie von Filmemachern. Sein Urgroßvater Howard W. Koch und sein Großvater Hawk Koch waren Filmproduzenten, ersterer beispielsweise für Airplane!. Dass letzterer an dem Film Das perfekte Verbrechen beteiligt war, verschaffte Koch als Kind darin einen Kurzauftritt neben Ryan Gosling. Er ist offen schwul und hat einen ebenfalls homosexuellen Zwillingsbruder namens Payton Koch. Dieser arbeitet im Filmschnitt, etwa für Only Murders in the Building, für die er Emmy-nominiert wurde. Beide Brüder hatten durch ihre Mutter mit fünf Jahren beim Gemeindetheater angefangen und gingen zu Vorsprechen für Werbespots, was aufhörte, weil sie dafür Schultage verpassten.

## Ausbildung
Koch ging auf die High School in Calabasas (Kalifornien), wo er und sein Bruder Payton Volleyball spielten und in Theaterstücken und der A-cappella-Gruppe auftraten, und besuchte, nachdem er sich ursprünglich bei Schauspielschulen fürs Musiktheater beworben hatte, von denen er nicht angenommen worden war, die Pace School of Performing Arts in New York City, wo er im Mai 2018 graduierte.

## Karriere
Seine Schauspielkarriere startete 2018 mit Kurzfilmen und Fernsehfilmen. Daneben arbeitete er auch als Model für Wilhelmina. 2019 spielte er bei dem New Yorker Fresh Fruit Festival mit Austin Larkin in dem Theaterstück Head First von Dennis Bush. 2022 begann er, durch They/Them und der führenden Hauptrolle in Swallowed sich einen Namen in queerem Horror zu machen.
Ende Juni 2023 wurden er und Nicholas Chavez für die zweite Staffel von Ryan Murphys Monster als Lyle und Erik Menendez besetzt. In der Rezeption der Serie, die September 2024 erschien, wird Koch hervorgehoben und von Kritikern wie Zuschauern für die Performance eines halbstündigen Monologs in einem Take gepriesen. Koch besuchte zusammen mit Kim Kardashian, die sich als Aktivistin für eine Gefängnisreform einsetzt, die Menendez-Brüder im Gefängnis und tritt dafür ein, dass sie durch ein Wiederaufnahmeverfahren freigelassen werden sollten. Koch erhielt für die Rolle eine Golden-Globe- und eine Emmy-Nominierung.

## Filmografie
- 2017: Mine (Kurzfilm)
- 2018: Me Da La Lata (Kurzfilm)
- 2018: The Latent (Kurzfilm)
- 2018: Decadeless (Kurzfilm)
- 2019: Daddy (Kurzfilm)
- 2019: Less than Zero (Fernsehfilm)
- 2020: A New York Christmas Wedding (Fernsehfilm)
- 2020: Power Book II: Genesis (Fernsehserie, 2 Episoden)
- 2021: 4 Floors Up (Kurzfilm)
- 2022: Swallowed
- 2022: They/Them
- 2024: Monster: Die Geschichte von Lyle und Erik Menendez (Monster: The Lyle and Erik Menendez Story, Miniserie, 9 Episoden)

## Auszeichnungen
für Monster: Die Geschichte von Lyle und Erik Menendez:
- GQ – Gentlemen’s Quarterly Australia: Internationaler Schauspieler des Jahres 2024[15]
- Golden Globe Awards 2025: Nominierung als Bester Hauptdarsteller einer Miniserie
- Gold Derby TV Awards 2025: Nominierungen als Bester Schauspieler einer Miniserie und als Breakthrough-Performer des Jahres
- Emmys 2025: nominiert als Bester Hauptdarsteller einer Miniserie